# Леселидзе, Константин Николаевич
Константи́н Никола́евич Лесели́дзе (груз. კონსტანტინე ნიკოლოზის ძე ლესელიძე; 15 октября 1903 — 21 февраля 1944) — советский военачальник, генерал-полковник (1943), Герой Советского Союза (1971).

## Биография
Константин Николаевич Леселидзе родился 2 (15) октября 1903 года в городе Озургети, Кутаисской губернии, Российской империи (по другим источникам — 15 (28) марта 1904 года в селе Хварбети, Озургетского уезда, Кутаисской губернии, Российской империи).
С мая 1912 года по сентябрь 1913 года Константин Леселидзе работал чернорабочим на чайных плантациях удельного ведомства Чаква Батумской области.
С сентября 1913 года по май 1917 года учился в сельском 2-х классном училище села Звани Озургетского уезда. С сентября 1917 года по май 1919 года учился в Озургетском высшем начальном училище. С сентября 1919 года по май 1921 года учился в Озургетской гимназии и в мае 1921 года вышел из пятого класса.
Член Коммунистического Союза Молодёжи с 1920 года. В Красной Армии с 1921 года.
С 27 мая 1921 года по август 1921 года — курсант Восточной бригады курсантов Кавказской Краснознамённой армии. С августа 1921 года по декабрь 1922 года — курсант Грузинской объединённой военной школы. В 1922 году окончил Грузинскую объединённую военную школу. С сентября 1922 года по октябрь 1922 года участвовал в операциях против отрядов князя Чолокаева в Хевсуретии старшиной батареи в составе Грузинской военной объединённой школы. С декабря 1922 года по май 1925 года командир взвода Грузинской объединённой военной школы. С 10 февраля 1923 года по 4 апреля 1923 года участвовал в борьбе против вооружённых отрядов меньшевиков, командиром взвода в составе Грузинской объединённой военной школы г. Озургети. С 28 августа 1924 года по 10 сентября 1924 года участвовал в борьбе против вооружённых отрядов меньшевиков в составе Грузинской объединённой военной школы г. Душети.
Кандидат КП(б) (Коммунистической Партии (большевиков)) с 28 июня 1924 г. Член ВКП(б) (Всесоюзной Коммунистической Партии (большевиков)) с 10 июля 1925 г.
В 1925 году выдержал испытания за курс нормальной артиллерийской школы. С мая 1925 года по октябрь 1926 года временно исполняющий обязанности помощника командира батареи Грузинской объединённой военной школы. С октября 1926 года по сентябрь 1927 года помощник командира батареи Грузинской объединённой военной школы. С сентября 1927 года по ноябрь 1928 года командир батареи 1-го Грузинского стрелкового полка Кавказской Краснознамённой Армии. С ноября 1928 года по сентябрь 1929 года слушатель Артиллерийских курсов усовершенствования командного состава РККА (АКУКС) в Детском Селе. С сентября 1929 года по февраль 1930 года командир батареи 1-го Грузинского стрелкового полка Кавказской Краснознамённой армии. С февраля 1930 года по апрель 1931 года командир дивизиона 5-го Грузинского стрелкового полка.
С апреля 1931 года по июль 1937 года командир и комиссар 2-го Грузинского артиллерийского полка.
- Делегат IX съезда КП(б) Грузии (4-14 января 1934 г.).
- Делегат X съезда КП(б) Грузии (15-21 мая 1937 г.)

С июля 1937 года по июнь 1938 года командир и комиссар 63-й Грузинской стрелковой дивизии Закавказского военного округа. (по другим источникам — с августа 1937 года по ноябрь 1937 года помощник командира 63-й Грузинской стрелковой дивизии Закавказского военного округа. С ноября 1937 года по июль 1938 года командир этой дивизии.)
Постановлением ЦК ВКП(б) и СНК СССР от 7 марта 1938 года и приказом Наркома обороны СССР от 16 апреля того же года устанавливается единая система комплектования Красной Армии. В силу этого все национальные части округа с 5 мая по 15 июня 1938 года были переформированы с сохранением их номера, но без указания национальной принадлежности. Таким образом, его дивизия стала называться 63-й горнострелковой дивизией.
В июне 1938 года назначен начальником артиллерии 5-й стрелковой дивизии Белорусского Особого военного округа. Занимал эту должность до февраля 1941 года. В сентябре 1939 года участвовал в Польской кампании. Затем 5-я стрелковая дивизия была введена на территорию Литовской республики.
В Великой Отечественной войне с 25 июня 1941 года, сражается в боях под Минском, Шкловом, Кричевом, Вязьмой, Брянском, Белёвом, Тулой — в Тульской оборонительной операции.
С февраля 1941 года по август 1941 года начальник артиллерии 2-го стрелкового корпуса на Западном фронте. С августа 1941 года по 14 июня 1942 года заместитель командующего, он же начальник артиллерии 50-й армии Западного фронта. С июня 1942 года по август 1942 года командир 3-го стрелкового корпуса Закавказского фронта. Войска армии под командованием К. Н. Леселидзе героически обороняли Закавказье, участвовали в освобождении Кавказа, в захвате плацдарма на Керченском полуострове в районе Эльтигена и в освобождении Правобережной Украины. С августа 1942 года по январь 1943 года командующий войсками 46-й армии Закавказского фронта.
На перевалах Главного Кавказского хребта решалась тогда судьба народов Ближнего Востока и Азии.
С января 1943 года по март 1943 года командующий войсками 47-й армии Закавказского фронта.
С марта 1943 года по январь 1944 года командующий войсками 18-й армии Северо-Кавказского фронта, участвовавшей в Эльтигенской десантной операции, 1-го Украинского фронта.
С 14 февраля 1944 года К. Н. Леселидзе находился на лечении в центральном военном госпитале Народного комиссариата обороны СССР имени П. В. Мандрыка в Москве, куда он был эвакуирован с фронта для лечения тяжёлой болезни после осложнения гриппа.
21 февраля 1944 года, там же в госпитале, генерал-полковник Леселидзе Константин Николаевич скончался.
26 февраля 1944 года похоронен в Тбилиси на Старо-Верийском кладбище. 26 февраля 1974 года перезахоронен в Дидубийском пантеоне писателей и общественных деятелей в Тбилиси.

## Семья
- Отец — Леселидзе Николай Андреевич. Скончался 8.02.1944
- Мать — Леселидзе Нина Павловна. Скончалась 10.12.1965
- Супруга — Нина Ивановна (1906—1974). Похоронена в Дидубийском пантеоне писателей и общественных деятелей в г. Тбилиси.
- Сын — Отар Константинович (20.08.1926—13.05.1981), участник Великой Отечественной войны, полковник.
- Дочь — Изольда Константиновна (1934—1999), физик.
- Брат — Леселидзе Давид Николаевич (2(15) октября 1900 г.. — 3 мая 1972 г.), участник Великой Отечественной войны, подполковник.
- Брат — Леселидзе Виктор Николаевич.
- Брат — Леселидзе Валериан Николаевич (1(14) июня 1910 г. — май 1942 г.).

С первых дней Великой Отечественной войны Валериан Николаевич Леселидзе вступил в ряды Красной Армии и принимал участие как командир минометного расчёта в Керчи (действующая к-я Армия 384 полевая почтовая станция 251 г.с.п. подразделение 33), в конце 1941 года он был ранен и лечился в военном госпитале в городе Краснодаре, по выздоровлении он был направлен в 224 грузинскую стрелковую дивизию в районе Керчи, где и пропал без вести.
- Сестра — Леселидзе Аграфина Николаевна (1(14) января 1915 г.. — 18.08.1985 г.)

## Оценки и мнения
- И. В. Сталин, 1945 год:

»груз. ჭკვიანი იყო, ნებისყოფაც ჰქონდა. Был умным, был с сильной волей."— 
- Л. И. Брежнев. 14 мая 1971 года:

«Мне довелось воевать вместе с одним из талантливых советских полководцев — командующим 18-й армией генерал-полковником К. Н. Леселидзе. На фронте люди раскрываются быстро, там сразу узнаешь, кто чего стоит. Константин Леселидзе запомнился мне как олицетворение лучших национальных черт грузинского народа. Это был жизнелюб и храбрец, суровый к врагам и щедрый к друзьям, человек чести, человек слова, человек острого ума и горячего сердца.»— 

## Партийный билет
Партбилет № 1516349 — заменён — Постановление оргбюро ЦК ВКП(б) от 4 марта 1938 г.
Учетная карточка № 2003705 погашена Главным Политическим управлением Министерства Обороны СССР по решению ЦК КПСС от 1 марта 1955 г. как на не прошедшего обмен партдокументов.

## Воинские звания
- Приказом Народного комиссариата обороны Союза ССР от 17 февраля 1936 года присвоено воинское звание полковник.
- Постановлением Совета Народных Комиссаров Союза ССР от 2 января 1942 года присвоено воинское звание генерал-майор артиллерии.
- Постановлением Совета Народных Комиссаров Союза ССР от 14 октября 1942 года присвоено воинское звание генерал-лейтенант.
- Постановлением Совета Народных Комиссаров Союза ССР от 9 октября 1943 года присвоено воинское звание генерал-полковник.

## Благодарности, объявленные в Приказах Верховного Главнокомандующего
- За освобождение города Новороссийск (16 сентября 1943 года).
- За освобождение Таманского полуострова (9 октября 1943 года).
- За прорыв обороны на Житомирском направлении и овладение населённых пунктов (30 декабря 1943 года).
- За освобождение города Житомир (1 января 1944 года).
- За освобождение города Бердичев (6 января 1944 года)[17].

## Награды
- Орден «Трудового Красного Знамени ССР Грузии» № 100 — награждён постановлением Всегрузинского центрального исполнительного комитета от 29 марта 1931 г. в связи 10-летием грузинских частей Красной армии. (Газета («Комунисти»). 30 марта 1931 г.).
- Орден Красной Звезды № 832 — награждён постановлением Центрального исполнительного комитета Союза ССР от 22 марта 1936 года в связи с 15-летней годовщиной Социалистической Советской Республики Грузии. (Газета «Красная Звезда». 23 марта 1936 г.).
- Юбилейная медаль «XX лет РККА» («XX лет Рабоче-Крестьянской Красной Армии») № 34604 — награждён Указом Президиума Верховного Совета СССР от 22 февраля 1938 г. (14 ноября 1938 г.).
- Орден Красной Звезды № 24956 — награждён Указом Президиума Верховного Совета СССР от 31 августа 1941 года. (Газета «Известия». 2 сентября 1941 г.).
- Орден Красного Знамени № 24551 — награждён Указом Президиума Верховного Совета СССР от 12 апреля 1942 года. (Газета «Красная Звезда». 14 апреля 1942 г.);
- Орден Ленина № 9623 — награждён Указом Президиума Верховного Совета СССР от 13 декабря 1942 г. (Газета «Известия». 15 декабря 1942 г.).
- Орден Суворова I степени № 54 — награждён Указом Президиума Верховного Совета СССР от 18 сентября 1943 г. (Газета «Известия». 19 сентября 1943 г.).
- Орден Кутузова I степени № 66 — награждён Указом Президиума Верховного Совета СССР от 9 октября 1943 г. (Газета «Известия». 10 октября 1943 г.).
- Орден Богдана Хмельницкого I степени № 36 — награждён Указом Президиума Верховного Совета СССР от 10 января 1944 г. (Газета «Известия». 11 января 1944 г.).
- За участие в героической обороне Кавказа Константин Николаевич Леселидзе Указом Президиума Верховного Совета СССР от 1 мая 1944 года награждён медалью «За оборону Кавказа».
- Президиум Верховного Совета СССР Указом от 13 мая 1971 г. за умелое руководство войсками и проявленные при этом мужество и героизм в боях против немецко-фашистских захватчиков в период Великой Отечественной войны присвоил посмертно генерал-полковнику Леселидзе Константину Николаевичу звание Героя Советского Союза.

Орден Ленина и медаль «Золотая Звезда» не были переданы на хранение семье Героя.
- Награждён серебряными часами (LONGINES) с надписью: К. Н. Леселидзе За подготовку снайперских орудий
- Командир и военком артиллерийского полка Грузинской стрелковой дивизии имени ФРУНЗЕ полковник тов. ЛЕСЕЛИДЗЕ КОНСТАНТИН НИКОЛАЕВИЧ Народным Комиссаром Обороны Союза ССР тов. К. Е. ВОРОШИЛОВЫМ награждён радио-приёмником и золотыми часами (V. HENRI LEUBA) за № 1138 с надписями: ПОЛКОВНИКУ тов. ЛЕСЕЛИДЗЕ К. Н. от НАРОДНОГО КОМИССАРА ОБОРОНЫ СССР МОСКВА 22.III.1936 г.
- Золотые часы (HY MOSER & CE) — подарок трудящихся Грузии 7 ноября 1942 г. с надписью: груз. XXV ოქტომბერი სახელოვან მებრძოლს გენერალ ლეიტენანტ კ. ნ. ლესელიძეს საქართველოს მშრომელთაგან XXV октября Славному воину генерал-лейтенанту К. Н. Леселидзе от трудящихся Грузии

## Память
В честь генерала Леселидзе были названы:
Улица Леселидзе в поселке Ильинский Олонецкого района Республики Карелия
- Улица Леселидзе в Тбилиси, (до 25 февраля 1944 года улица Промкооперации, с 29 декабря 2006 года улица Котэ Абхази)[18]. В 1945 году в сквере по улице Леселидзе установлен бюст генерала работы скульптора Я. И. Николадзе[19][20]. Во время антисоветского митинга в 1990 году бюст был поврежден
- Улица Леселидзе в Кутаиси
- Улица Леселидзе в Зугдиди
- Улица Леселидзе в Хони
- Улица Леселидзе в Озургети
- Улица Леселидзе в Гори, (с 8 апреля 2011 года улица Братьев Зубалашвили)
- Улица Леселидзе в Сухуми, (в 1996 году переименована в улицу Абазинская)[21]
- Улица Леселидзе в Сочи
- Улица Леселидзе в Геленджике
- Улица Леселидзе в Новороссийске[22]
- Улица Леселидзе в Житомире
- Улица Леселидзе в Бердичеве[23]
- Село Леселидзе в Гагринском районе Абхазской АССР, (до 1944 года село Ермоловск[24], с 1992 года переименовано властями Абхазии в Гячрыпщ[25]). В 1975 году в Леселидзе был открыт памятник работы С. Я. Какабадзе. Во время войны в Абхазии в сентябре 1992 года после падения Гагры абхазскими властями памятник был снесён
- Теплоход «Генерал Леселидзе», вступивший в строй в 1973 году. На теплоходе находилась картина художника Ф. Коняхина «Командарм 18-й армии К. Н. Леселидзе» — нынешнее её местонахождение неизвестно
- Республиканская специализированная школа-интернат имени Героя Советского Союза генерала-полковника К. Н. Леселидзе (г. Тбилиси) — ликвидирована
- Реликвии боевой славы братьев Леселидзе хранятся в краеведческом музее города Озургети.
- Улица Леселидзе и переулок Леселидзе в городе Кобулети  в Грузии.  41.816327, 41.775622

## Фильмы
- Память навсегда, 1975. Режиссёр и автор сценария Фирсова Д.. Операторы: операторы ЦСДФ, диктор: Хлебников А.
- Документальный фильм Романа Кармена «Великая Отечественная», в американском прокате этот фильм вышел под названием «Неизвестная война»
 (эпизоды).
- «Город-герой Новороссийск».. (1974). Операторы: Аккуратов Е., Микоша В., Леонгардт Ю.
- Фильм «Контрудар». Страна: СССР. Производство: Киностудия им. А. П. Довженко. Год: 1985.
- На тульском направлении. 1941.

Российский государственный архив кинофотодокументов (РГАКФД):
- 1 — 5889 Вручение гвардейского знамени 8-у штурмовому авиаполку 1943 г.
- 1 — 4943 На защиту родной Москвы выпуск — 2 (Оборона Тулы).
- 1 — 6003 Штурм Новороссийска «Летопись».

Национальный архив Грузии (кинофотофоно архив):
- 2 — 228 Киноочерк «Генерал-полковник Леселидзе» 1944 г. (Одна часть).
- 1 — 387 Киножурнал «Советская Грузия» № 4 1945 г.
- 1 — 357 Киножурнал «Советская Грузия» № 7 1944 г. (Похороны К. Н. Леселидзе).
- 1 — 340 Киножурнал «Советская Грузия» № 24 1943 г.
- 1 — 391 Киножурнал «Советская Грузия» № 8 1945 г.
- 2 — 214 Конец гитлеровской авантюры на Кавказе. 1943 г.
- 2 — 622 «Мы защищаем Кавказ», режиссёр Ш. Чагунава. 1943 г.
- 1 — 349 Киножурнал «Советская Грузия» № 35-36 1943 г.
- 2 — 251 25-летие Советской Грузии. Режиссёр Сико Долидзе. 1946 г.